# Lüder Baier
Lüder Baier (* 3. Mai 1920 in Dresden; † 28. Juli 2012 ebenda) war ein deutscher Drechsler, Holzgestalter und Holzbildhauer.

## Leben
Lüder Baier wurde 1920 als Sohn des Goldschmieds und Graveurs Hermann Baier geboren. Ab 1934 absolvierte er eine Lehre bei „Funke & Martin“ in Dresden-Mickten und legte 1938 die Gesellenprüfung als Modellbauer ab. Baier war begeisterter Bergsteiger und nahm als Gebirgsjäger am Zweiten Weltkrieg teil.
Nach der Entlassung aus der Kriegsgefangenschaft arbeitete er 1946/1947 in Dresden als Drechsler in der Werkstatt von Theodor Artur Winde, als dessen Meisterschüler er gilt. Von 1947 bis 1952 studierte er Holzgestaltung an der Hochschule für Werkkunst Dresden (seit 1950 Hochschule für Bildende Künste Dresden), das Studium schloss er als Diplom-Holzgestalter ab.
Nach 1952 wirkte er als freischaffender Künstler. Er war Mitglied bis 1990 im Verband Bildender Künstler, gehörte dem Beirat für Formgestaltung und Kunsthandwerk beim Kulturministerium der DDR an und war Jurymitglied der Grassimesse. 1964 zog er nach Dresden-Klotzsche. 1956 verbrachte Baier einen Studienaufenthalt in Schweden.
Baier gestaltete seit den 1960er Jahren Wandflächen. Zwischen 1968 und 1980 war er an über 20 Innenraumgestaltungen für öffentliche Gebäude beteiligt, etwa an Repräsentationsräumen in Berliner Ministerien und großen Hotels, im Berliner Ensemble sowie in Dresden und Umgebung. Viele dieser Arbeiten wurden nach 1989 vernichtet. Das 1969 geschaffene, etwa neun Meter lange Wandrelief im Dresdner Kulturpalast wurde lange eingelagert und ist inzwischen im Treppenhaus des renovierten Kulturpalasts zu sehen. Erhalten ist der 18 Meter lange Wandfries in den Deutschen Werkstätten Hellerau von 1975.
1980 erhielt er eine Einladung zum Holzgestaltersymposium ins erzgebirgische Bermsgrün, wo erstmals große Stelen entstanden.
Um 1995 übereignete Lüder Baier wesentliche Teile seines Lebenswerkes den Deutschen Werkstätten Hellerau. Etwa 40 Arbeiten von Baier befinden sich heute im Besitz der Staatlichen Kunstsammlungen Dresden.

## Ehrungen (mutmaßlich unvollständig)
- 1955: Bayerischer Staatspreis auf der Internationalen Handwerksmesse[6]
- 1957: Diplom der Triennale in Mailand.
- 1983: Martin-Andersen-Nexö-Kunstpreis

## Ausstellungen (unvollständig)

### Einzelausstellungen

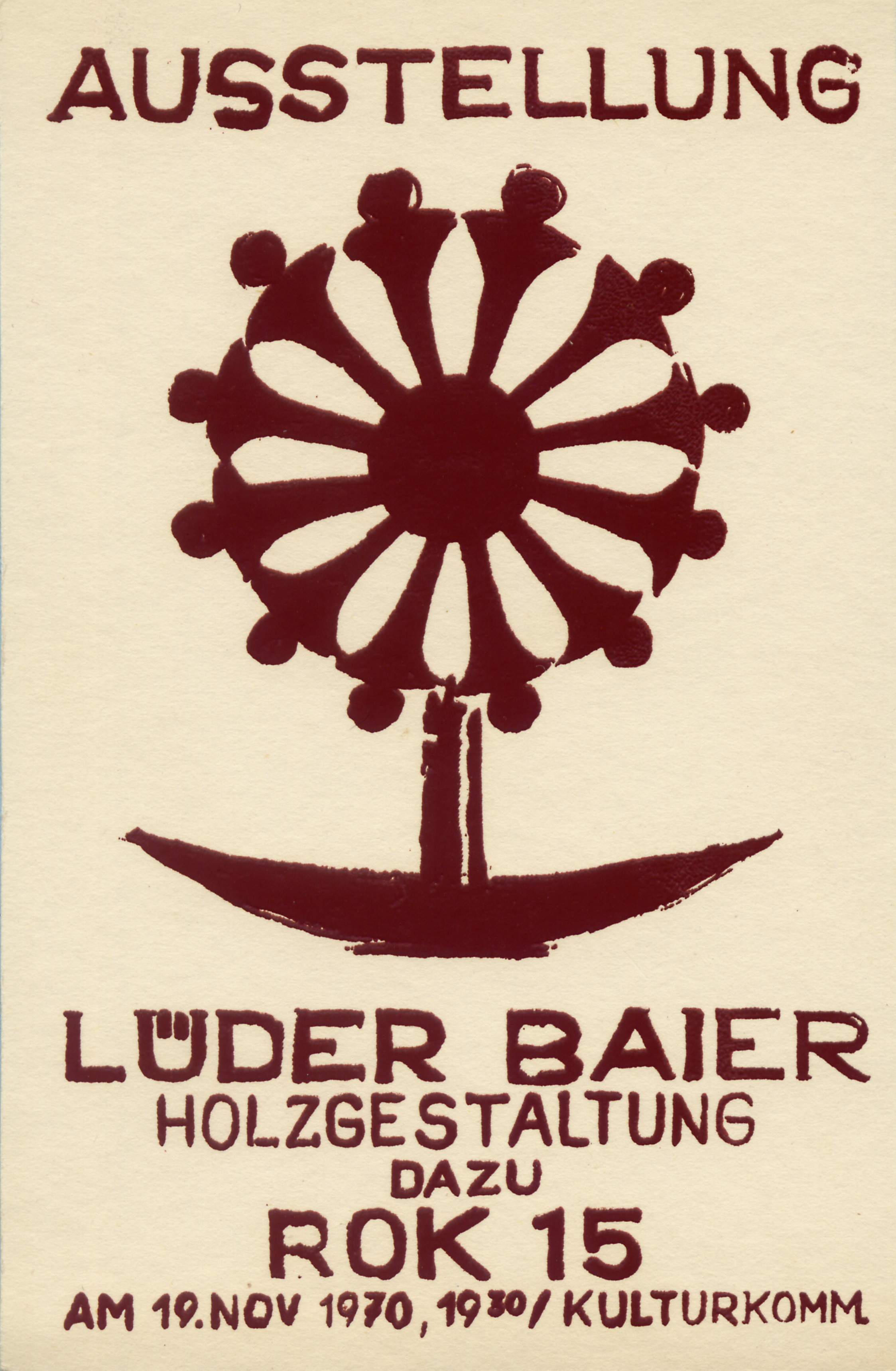
Manfred Deutscher: Plakat und Einladungskarte zur Ausstellung Lüder Baier – Holzgestaltung und zum Rossendorfer Klubabend ROK 15 im Zentralinstitut für Kernforschung Rossendorf

- 1968: Lüder Baier – Holzgestaltung. Leipzig, Grassimuseum
- 1970: Lüder Baier – Holzgestaltung. Dresden[7]
- 1970: Lüder Baier – Holzgestaltung und Klubabend im Zentralinstitut für Kernforschung Rossendorf, durchgeführt vom Rossendorfer Klub
- 1980: Lüder Baier. Holzgestaltung, Dresdener Museum für Kunsthandwerk Schloss Pillnitz[8][9]
- 1983: Lüder Baier – Holz muß nicht hölzern sein, Studio-Galerie Berlin
- 1984: Lüder Baier – Arbeiten in Holz, Museum Schloss Mosigkau
- 1985: Lüder Baier – Holzgestaltung, Neue Dresdener Galerie
- 2000: Lüder Baier. Gestaltung in Holz, Deutsche Werkstätten Hellerau
- 2005: Lüder Baier. Späte Werke, Deutsche Werkstätten Hellerau
- 2012: Lüder Baier. Dem Holz gewidmet, Deutsche Werkstätten Hellerau

### Teilnahme an zentralen und wichtigen regionalen Ausstellungen in der Zeit DDR
- 1949: Dresden: Sächsische Werkkunst
- 1955: München: Internationale Handwerksmesse
- 1958 bis 1988: Dresden, Vierte Deutsche Kunstausstellung bis X. Kunstausstellung der DDR
- 1972, 1974, 1979 und 1985: Dresden, Bezirkskunstausstellungen
- 1974: Erfurt, 1. Quadriennale des Kunsthandwerks sozialistischer Länder